# Ischnocnemis
Ischnocnemis is een kevergeslacht uit de familie van de boktorren (Cerambycidae). De wetenschappelijke naam van het geslacht werd voor het eerst geldig gepubliceerd in 1864 door Thomson.

## Soorten
Ischnocnemis omvat de volgende soorten:
- Ischnocnemis caerulescens Bates, 1885
- Ischnocnemis costipennis Thomson, 1864
- Ischnocnemis cribellatus (Bates, 1892)
- Ischnocnemis cyaneus Bates, 1892
- Ischnocnemis eyai Chemsak & Noguera, 1997
- Ischnocnemis glabra Chemsak & Linsley, 1988
- Ischnocnemis luteicollis (Bates, 1885)
- Ischnocnemis minor Bates, 1880
- Ischnocnemis sexualis Bates, 1885
- Ischnocnemis similis Chemsak & Noguera, 1997
- Ischnocnemis skillmani Chemsak & Hovore, 2010
- Ischnocnemis subviridis Chemsak & Hovore, 2010
- Ischnocnemis virescens Eya, 2010